# Канзас-Сіті (Міссурі)
Канзас-Сіті, Кензас-Сіті (англ. Kansas City) — місто (англ. city) в США, в округах Джексон, Клей і Платт на заході  штату Міссурі. Населення — 508 090 осіб (2020). Розташоване на правому березі річки Міссурі при впадінні у неї її правої притоки річки Канзас. Разом із сусіднім містом Канзас-Сіті у штаті Канзас утворює агломерацію у 2 067 585 осіб (2009 рік).
Місто відоме за прізвиськами «місто фонтанів» (має понад 200 фонтанів), «Париж рівнин» (за численні бульвари), «Світова столиця барбекю» та «Серце Америки» (за близькість до центру населення США). За кількістю фонтанів (200) Канзас-Сіті поступається лише Риму. У місті 13 вищих навчальних закладів.

## Історія
Місцевість була відкрита вперше французами на початку 18 сторіччя. 1763 за Паризькою угодою контроль над містом був перебраний Іспанією. 1803 року США перекупили права на Луїзіану у Франції за 60 млн доларів.
Мормони оселилися у місті 1831 року й побудували школу, проте були вимушені покинути місцевість 1833 року через пануюче насильство.
Місто засноване 1853 року.
2014 року почали будувати трамвайну лінію. А вже у травні 2016 запустили на початковій ділянці.

## Географія
Канзас-Сіті розташований за координатами 39°7′31″ пн. ш. 94°33′4″ зх. д. / 39.12528° пн. ш. 94.55111° зх. д. (39.125212, -94.551136).  За даними Бюро перепису населення США в 2010 році місто мало площу 826,29 км², з яких 815,72 км² — суходіл та 10,58 км² — водойми.
Середньодобова температура у липні +27 °C, у січні — −2 °C. 902 мм опадів на рік (у тому числі 32 мм снігу).

## Демографія
Згідно з переписом 2010 року, у місті мешкало 459 787 осіб у 192 406 домогосподарствах у складі 109 076 родин. Густота населення становила 556 осіб/км².  Було 221860 помешкань (269/км²).
Расовий склад населення:
| - 59,2 % — білих - 29,9 % — чорних або афроамериканців - 2,5 % — азіатів - 0,5 % — корінних американців - 0,2 % — вихідців з тихоокеанських островів - 4,5 % — осіб інших рас |

До двох чи більше рас належало 3,2 %. Частка іспаномовних становила 10,0 % від усіх жителів.
За віковим діапазоном населення розподілялося таким чином: 24,2 % — особи молодші 18 років, 64,8 % — особи у віці 18—64 років, 11,0 % — особи у віці 65 років та старші. Медіана віку мешканця становила 34,6 року. На 100 осіб жіночої статі у місті припадало 94,3 чоловіків;  на 100 жінок у віці від 18 років та старших — 91,6 чоловіків також старших 18 років.
Середній дохід на одне домашнє господарство  становив 64 121 долар США (медіана — 45 821), а середній дохід на одну сім'ю — 78 387 доларів (медіана — 59 837). Медіана доходів становила 45 634 долари для чоловіків та 38 340 доларів для жінок. За межею бідності перебувало 19,0 % осіб, у тому числі 28,7 % дітей у віці до 18 років та 10,0 % осіб у віці 65 років та старших.
Цивільне працевлаштоване населення становило 231 509 осіб. Основні галузі зайнятості: освіта, охорона здоров'я та соціальна допомога — 23,4 %, науковці, спеціалісти, менеджери — 13,6 %, роздрібна торгівля — 10,9 %, мистецтво, розваги та відпочинок — 10,9 %.

## Транспорт
Після демонтажу у 1957 році останньої трамвайної лінії, громадський транспорт міста був представлений лише автобусами. У 2012 році громадяни міста проголосували за повернення трамвая на вулиці міста, будувати першу лінію почали у 2014 році, рух трамваїв на початкові ділянці відкрився у травні 2016. З 2020 року проїзд у транспорті є безкоштовним.

## Уродженці
- Гаррісон Форд (1884—1957) — американський актор театру і німого кіно
- Ернест Палмер (1885—1978) — голлівудський кінооператор
- Джинн Іглз (1890—1929) — американська акторка
- Еліс Джойс (1890—1955) — американська акторка
- Скотт Бредлі (1891—1977) — американський композитор, піаніст і диригент
- Фріз Фрілінг (1906—1995) — американський аніматор, художник-мультиплікатор, режисер і продюсер
- Меріан Шоклі (1908/1911-1981) — американська акторка німого кіно
- Джин Гарлоу (1911—1937) — американська кіноактриса
- Еллен Дрю (1915—2003) — американська актриса
- Едвард Аснер (* 1929) — американський актор театру, кіно, телебачення та естради
- Даян Віст (* 1948) — американська акторка
- Девід Дрейер (* 1952) — американський бізнесмен та політик.